# Apharetidák
Az apharetidák (görögül: Ἀφαρητίδαι) a görög mitológiában Aphareusz messzéniai király Idasz és Lünkeusz nevű két fia, a Dioszkuroszok unokatestvérei. Részt vettek a Kalüdóni vadászaton és az Argonauták vállalkozásában. Idasz rendkívüli erejével és büszkeségével tűnt ki, Lünkeusz pedig annyira éles szemű volt, hogy a föld és a víz alá is belátott. Az Apharetidák vetélkedtek a Dioszkuroszokkal menyasszonyuk és unokahúguk, Hilaeira és Phoibé - Leukipposz leányai - miatt, akiket a Dioszkuroszok elraboltak Messzéniából, és feleségül vettek. Ezenkívül az Apharetidák és a Dioszkuroszok összevesztek egy zsákmányolt tehéncsorda elosztásán. Az Apharetidák Messzéniába hajtották a csordát, de a Dioszkuroszok hadat indítottak ellenük, és visszaszerezték a zsákmányt. A Dioszkuroszok szervezte ostrom idején Idasz megölte Kasztórt, Polüdeukész pedig Idasz fivérét, Lünkeuszt. Idasz ezenkívül megsebesítette Polüdeukészt egy kődarabbal. Ezért Zeusz villámával agyonsújtotta Idaszt, Polüdeikészt pedig felvitte az égbe, és halhatatlanná tette, az viszont megosztotta fivérével a halhatatlanságát. Ez az ikermítosz a hősiesség késői felfogásával függ össze, amikor az istenekkel való versengés a vakmerő hősök megbüntetését és halálát vonja maga után.